# Józef Chmielarz

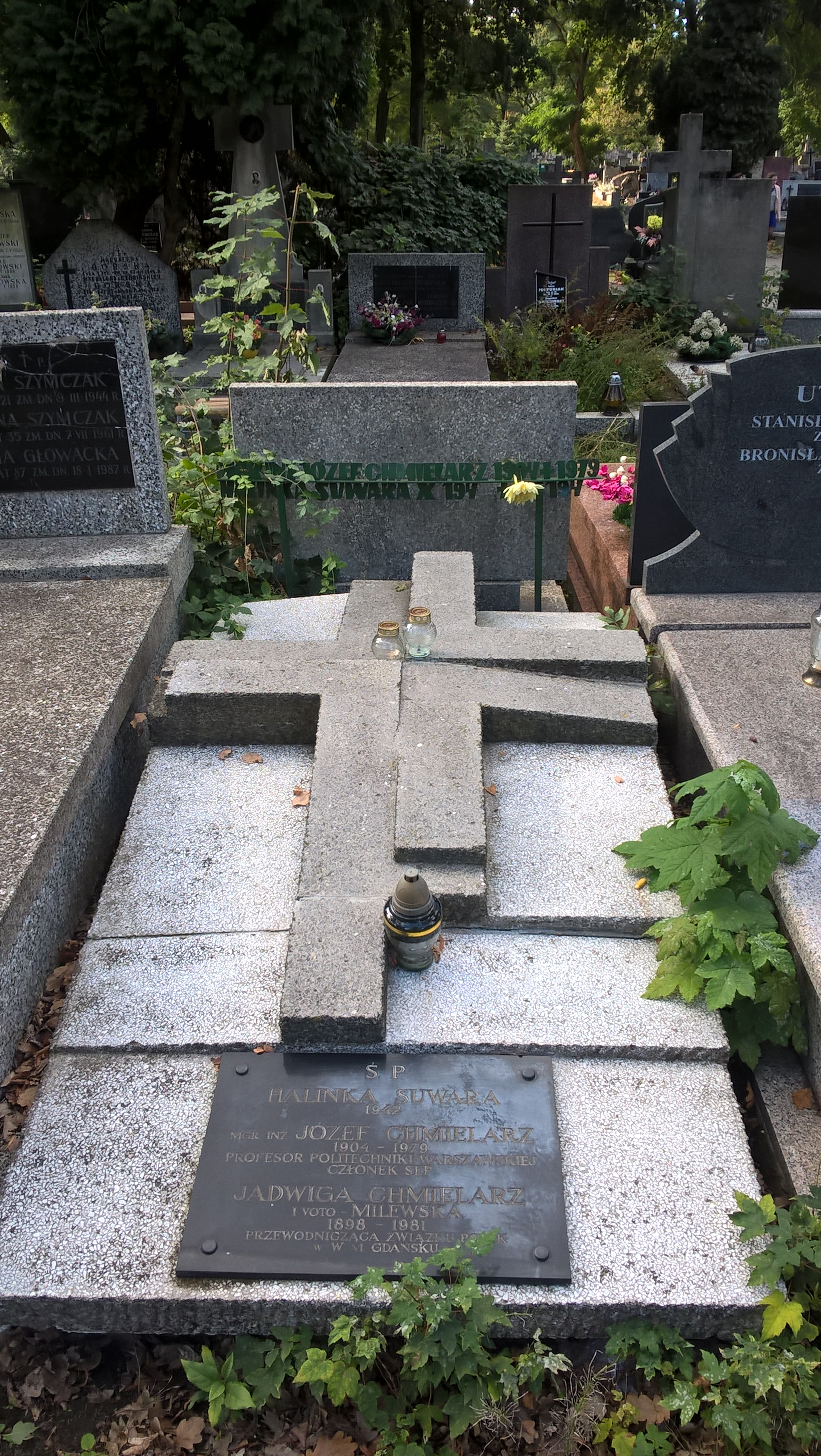
Grób prof. Józefa Chmielarza na cmentarzu Bródnowskim w Warszawie

Józef Chmielarz (ur. 23 sierpnia 1904 w Sosnowcu, zm. 2 stycznia 1979 w Warszawie) – polski inżynier elektryk.

## Życiorys
Po ukończeniu z odznaczeniem gimnazjum kontynuował naukę w Średniej Szkole Technicznej Kolejowej w Sosnowcu, po jej ukończeniu uzyskał tytuł technika elektryka, a w 1924 eksternistycznie zdał egzamin dojrzałości. Wyjechał do Wolnego Miasta Gdańska, gdzie studiował w Technische Hochschule der Freien Stadt Danzig, angażował się w działających tam polskich organizacjach harcerskich i studenckich m.in. w Korporacji Akademickiej K! Rosevia. Ze względów finansowych przerwał naukę, a następnie powrócił na uczelnię i w 1937 otrzymał dyplom inżyniera elektryka. Początkowo pracował w porcie gdyńskim, a następnie przeniósł się do Warszawy, gdzie związał się zawodowo z Instytutem Technicznym Uzbrojenia. Od 1938 należał do Oddziału Warszawskiego SEP, gdzie pełnił funkcję członka zarządu i prezydium. Po wybuchu II wojny światowej założył własną firmę instalatorską, którą prowadził do 1949. Zatrudniał w niej wielu działaczy ruchu oporu, prowadzono w niej punkt rozdzielczy konspiracyjnej prasy i broni oraz ukrywano ludność żydowską. W 1950 rozpoczął pracę w Biurze Projektów „Cukroprojekt”, początkowo był projektantem, a następnie kierownikiem zespołu, kierownikiem pracowni, a później głównym specjalistą. Jego praca obejmowała procesy sterowania, automatyki i technikę napędów, projekty dla przemysłu cukrowniczego jego autorstwa były przeznaczone nie tylko na rynek krajowy ale również poza granicami. Wyjeżdżał jako główny projektant aby nadzorować montaż urządzeń w Chinach, Cejlonie (obecnie Sri Lanka) i Wietnamie. W 1960 należał do grupy założycieli Komisji Automatyki i Pomiarów, przewodniczył jej przez dziesięć lat. W 1971 powierzono mu funkcję przewodniczącego Komisji Historycznej Oddziału Warszawskiego SEP, sprawował ją do końca życia. Równolegle do pracy w cukrownictwie był wykładowcą w Wieczorowej Szkole Inżynierskiej i na Wydziale Sanitarnym Politechniki Warszawskiej. Angażował się w działalność wydawniczą SEP, był inicjatorem publikowania podręczników akademickich oraz Księgi Jubileuszowej poświęconej 60-leciu OW SEP. Pochowany na cmentarzu Bródnowskim w Warszawie (kw. 16D-1-29).

## Odznaczenia
- Srebrna i Złota Odznaka SEP;
- Złota Odznaka NOT,
- Złoty Krzyż Zasługi;
- Medal Przyjaźni Chińskiej Republiki Ludowej;
- Medal Przyjaźni Wietnamskiej Republiki Ludowo-Demokratycznej.